# Kirlgraben (Kainach)
Der Kirlgraben ist ein rund 1,4 Kilometer langer, rechter Nebenfluss der Kainach in der Steiermark.

## Verlauf
Der Kirlgraben entsteht im südwestlichen Teil der Gemeinde Kainach bei Voitsberg, im südlichen Teil der Katastralgemeinde Kainach, südwestlich des Hauptortes Kainach bei Voitsberg, südöstlich des Hofes Krenn und westlich des Hofes Spitzthoma. Er fließt in wenig ausgeprägten Talschlingen insgesamt nach Südosten und fließt in der oberen Hälfte seines Verlaufes entlang der Grenze zwischen den Katastralgemeinden Kainach und Kohlschwarz. Im Nordwesten der Katastralgemeinde Kohlschwarz mündet er südlich des Hauptortes Kainach bei Voitsberg, südöstlich des Hofes Spitzthoma und südlich des Gasthofes Lind etwa 150 Meter westlich der L341 in die Kainach, die danach nach geradeaus weiterfließt. Auf seinem Lauf nimmt der Kirlgraben von rechts einen unbenannten Wasserlauf auf.